# Слой нервных волокон
Слой нервных волокон (англ. nerve fiber layer, NFL) — один из десяти слоев сетчатки позвоночных. Состоит из аксонов ганглионарных клеток. Клетки слоя проводят частично переработанную информацию от фоторецепторных клеток к центральной нервной системе. В слое нервных волокон содержится около 1 млн ганглионарных аксонов (на 115—130 млн фоторецепторов). Эти нервные волокна безмиелиновые, и только после выхода из глазного яблока покрываются миелиновой оболочкой. Повреждение этого слоя приводит к необратимой слепоте (например при глаукоме).
В области желтого пятна этот слой очень тонкий.
Нервные волокна передней части сетчатки, наиболее удаленной от диска зрительного нерва, проходят в глубине слоя, ближе к наружной стенке глаза, и в дальнейшем занимают более периферическую позицию в зрительном нерве. Аксоны ганглионарных клеток из центральной сетчатки проходят в этом слое поверхностно и занимают центральную позицию в зрительном нерве. Также в этом слое содержатся центробежные нервные волокна (от головного мозга к сетчатке). Их функция на сегодня не определена точно. Отдельные авторы приписывают им тормозную функцию в зрительном акте, другие считают, что они иннервируют сосуды сетчатки.
В слое нервных волокон и в соседнем ганглионарном слое проходят крупнейшие сосуды сетчатки. Кроме того, в этом слое присутствуют клетки нейроглии и отдельные ганглионарные клетки.
Толщина слоя составляет примерно 20-30 мкм.